# 최태지
최태지(崔泰枝, 1959년 9월 23일~)는 대한민국의 발레 무용수이다.

## 생애
일본 교토부의 마이즈루시에서 태어났으며 재일 한국인 2세이다. 자신의 정체성에 대해 고민하던 중 일본발레협회 백성규 회장의 도움으로 백성규 선생의 제자이자 국립발레단 단장인 임성남 선생을 만나게 됐고 임성남 선생의 배려 덕분에 발레단에서 배경이 아닌 실력으로 인정 받았다. 1985년 결혼과 함께 은퇴했지만 첫째 아이 출산 후에 춤을 다시 추기로 결심하고 1987년 복귀했다. 둘째 출산 때문에 다시 은퇴하고 옥수동에서 발레 학원을 운영했지만 임성남 선생의 권유로 마지막으로 복귀해서 4년 동안 수석무용수로 활동하였다. 1996년 최연소로 국립발레단 3대 단장에 부임하였고 2001년까지 역임하였다. 이후 정동극장 극장장으로 있다가 2008년에 다시 단장으로 복귀하였고 한국 창작 발레의 발전을 비롯하여 발레의 세계화, 명품화, 대중화를 동시에 실현하기 위해 노력하였으며 결국 성공을 거뒀다.
발레의 대중화를 위해서 해설이 있는 발레와 찾아가는 국립발레단을 추진했는데 찾아가는 국립발레단은 서울 외의 지방을 비롯하여 시골, 군부대, 백화점 무대까지도 마다하지 않았다. 또한 티켓의 가격을 고급 좌석은 유지하되 일반 좌석은 획기적으로 낮추면서 많은 이들이 국립발레단을 공연을 부담없이 볼 수 있도록 하였다. 결국 국립발레단은 최고의 인기를 누리고 있고 더불어 유료 관객수도 90%에 육박하게 됐다.

## 경력
- 1968년 ~ 1980년 가이타니발레단 무용수
- 1983년 ~ 1992년 대한민국 국립발레단 무용수
- 1993년 ~ 1995년 대한민국 국립발레단 지도위원
- 1993년 ~ 한국발레협회 이사
- 1996년 ~ 2001년 대한민국 국립발레단 3대 단장
- 2001년 ~ 2002년 성균관대학교 무용학과 겸임교수
- 2002년 ~ 2007년 정동극장 극장장
- 2004년 ~ 한국무용협회 이사
- 2008년 ~ 2013년 예술의전당 이사
- 2008년 ~ 2013년 대한민국 국립발레단 6대 단장
- 2012년 ~ 서울디지털대학교 문화예술경영학과 석좌교수

### 수상
- 1996년 한국발레협회상 프리마 발레리나상
- 2001년 한국발레협회상 공로상
- 2008년 파라다이스상 문화예술부문상
- 2009년 예총예술문화상 무용부문 대상
- 2010년 아라베스크콩쿠르 지도자상
- 2011년 대한민국 옥관문화훈장
- 2013년 한국발레협회상 대상

### 심사위원
- 1999년 로잔느국제발레콩쿠르
- 1999년 아시아퍼시픽국제발레콩쿠르
- 2001년 아시아퍼시픽국제발레콩쿠르
- 2001년 모스크바국제발레콩쿠르
- 2001년 카잔국제발레콩쿠르
- 2003년 아시아퍼시픽국제발레콩쿠르
- 2009년 모스크바국제발레콩쿠르

## 웹사이트
- 최태지 다음백과